# Alfred Hüller
Alfred Hüller (* 30. Juni 1939 in Gotha; † 7. Juni 2018 in München) war ein deutscher Physiker und Hochschullehrer.

## Biografie
Hüller war von 1980 bis 2004 Inhaber des Lehrstuhls für Theoretische Physik I an der Friedrich-Alexander-Universität Erlangen-Nürnberg.
1996 wurde ihm von der Universität Rennes 1 die Ehrendoktorwürde verliehen.
2001 wurde er für seine Arbeiten zum Rotationstunneln und für die Zusammenarbeit mit französischen Forschern mit dem Gay-Lussac-Humboldt-Preis des französischen Forschungsministeriums und der Alexander-von-Humboldt-Stiftung ausgezeichnet.